# طردشده (نقاشی)
طردشده (به انگلیسی: Rejected) یک نقاشی رنگ روغن اثر هنرمند استرالیایی تام رابرتز است. این نقاشی خودنگاره‌ای از هنرمند را نشان می‌دهد.